# 22ns Premis AVN
La cerimònia dels 22ns Premis AVN, presentada per Adult Video News (AVN), va tenir lloc el 8 de gener de 2005 al Venetian Hotel Grand Ballroom, a Paradise (Nevada). Durant la cerimònia, AVN va presentar els Premis AVN (també coneguts com a Oscars del porno) en gairebé 100 categories en homenatge a les millors pel·lícules pornogràfiques estrenades entre l'1 d'octubre de 2003 i el 30 de setembre, 2004. La cerimònia, televisada als Estats Units per Playboy TV, va ser produïda i dirigida per Gary Miller. L'humorista Thea Vidale va acollir l'espectacle per primera vegada amb l'estrella de cinema per adults Savanna Samson.
The Masseuse va guanyar la nit més premis amb set, inclosa la millor pel·lícula.. The Collector va guanyar quatre premis. Altres guanyadors van ser: Bella Loves Jenna, In the Garden of Shadows, 1 Night in Paris i Stuntgirl amb tres victòries cadascuna.

## Guanyadors i nominats
Els nominats pels 22è premis AVN es van anunciar el 12 de novembre de 2004. The Masseuse i The Collector van rebre més nominacions amb 16 cadascun; Misty Beethoven: The Musical va ser el següent amb 15.
Els guanyadors es van anunciar durant la cerimònia de lliurament de premis el 8 de gener de 2005. L'estrella de cinema per a adults Jenna Jameson va ser la guanyadora més gran de l'any. A més de protagonitzar la guanyadora de la millor pel·lícula The Masseuse i la guanyadora de la millor pel·lícula de vídeo Bella Loves Jenna, va guanyar premis individuals a la millor actriu-pel·lícula, a la millor pel·lícula, escena sexual All-Girl–Pel·lícula i Millor escena sexual de parelles–Pel·lícula, tot per The Masseuse.

### Principals premis

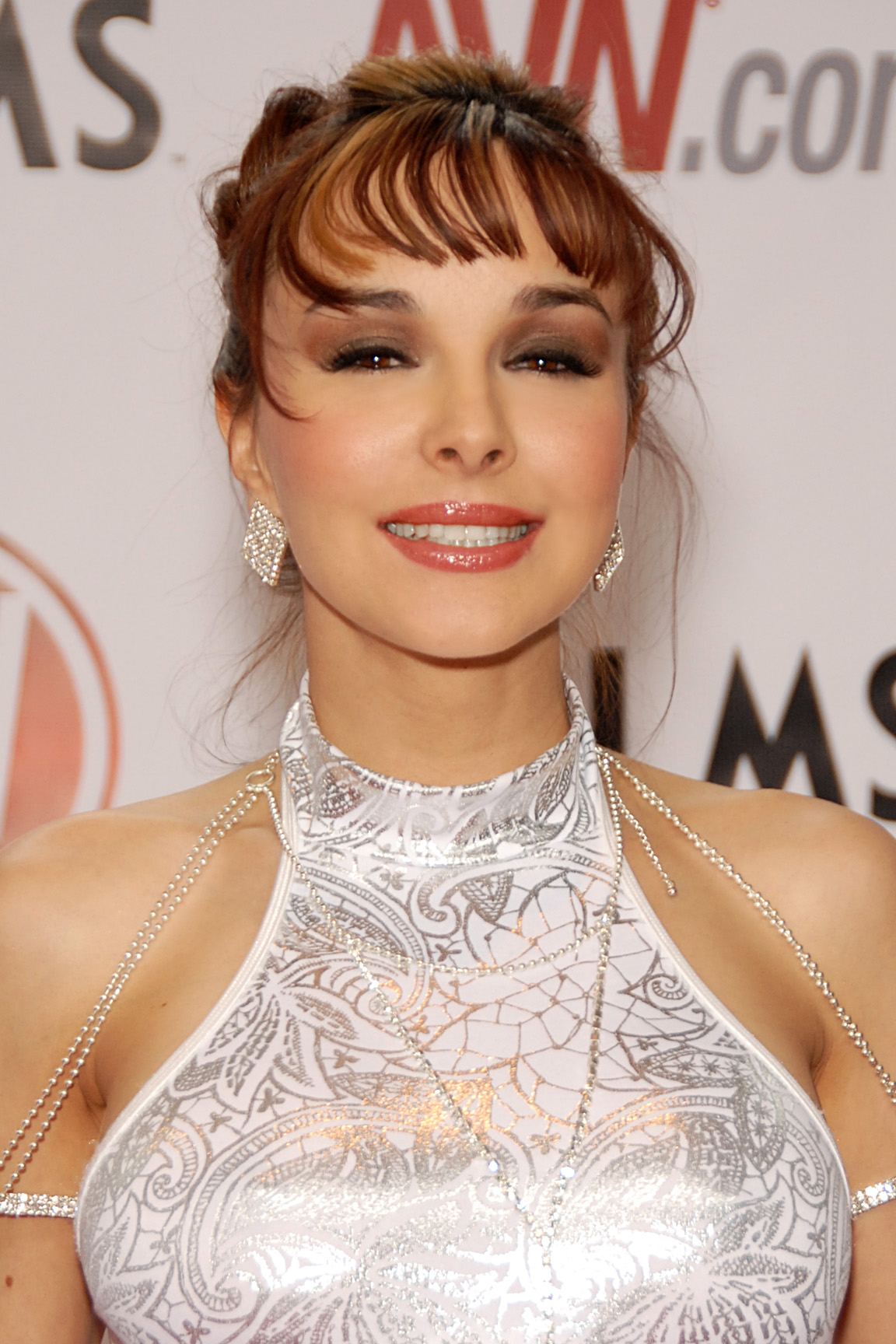
Cytherea, millor nova estrella

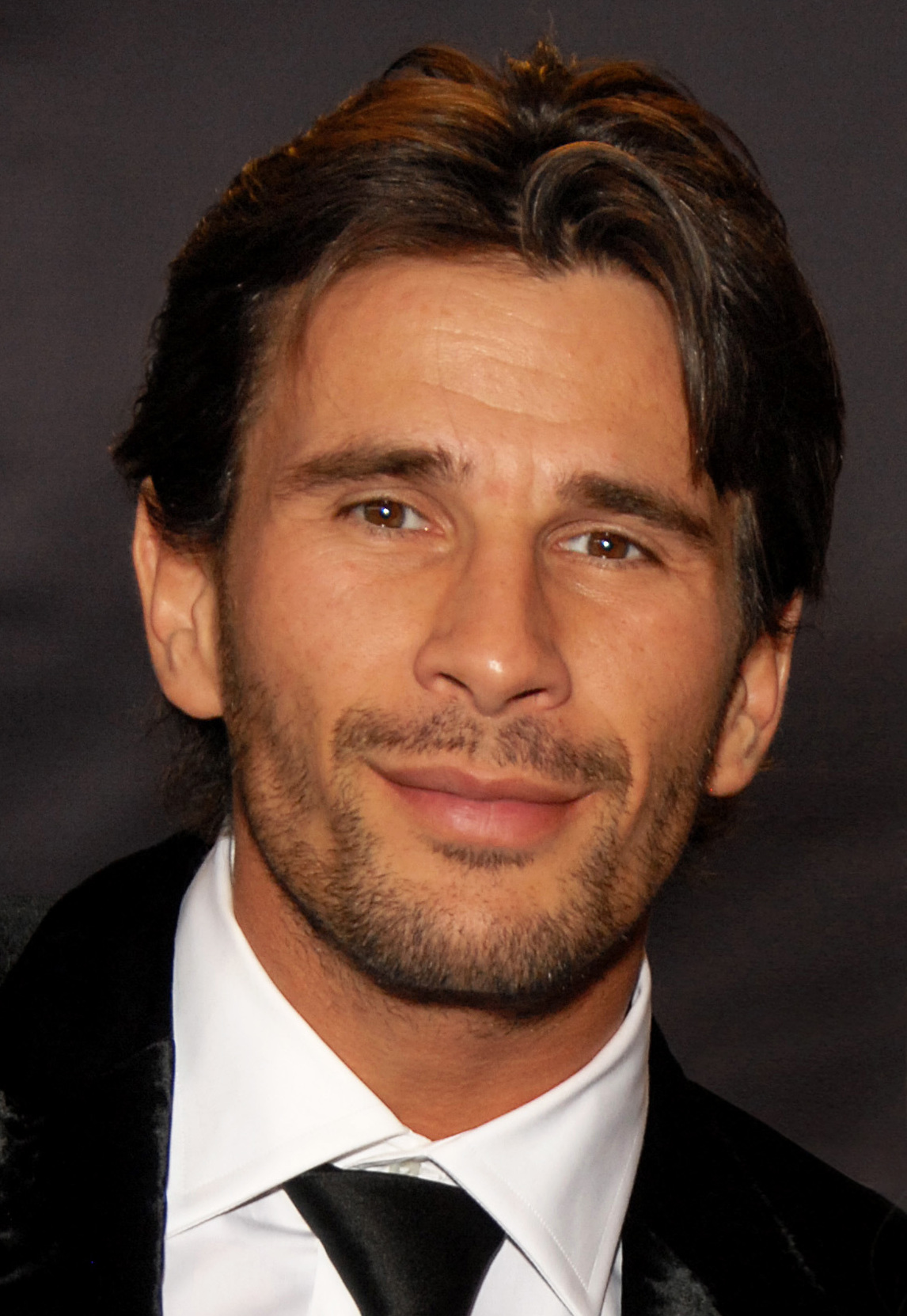
Manuel Ferrara, artista masculí de l’any

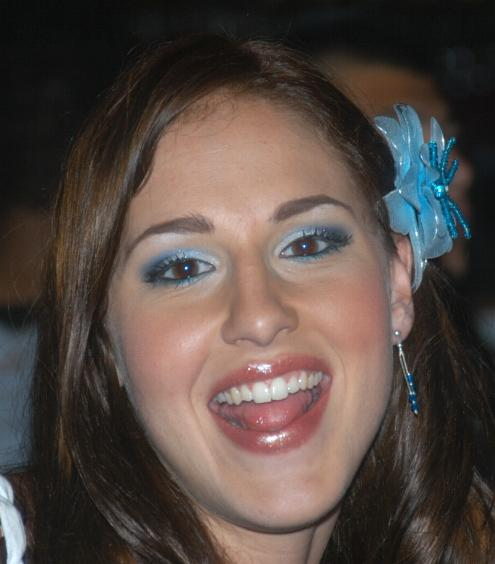
Lauren Phoenix, artista femení de l’any

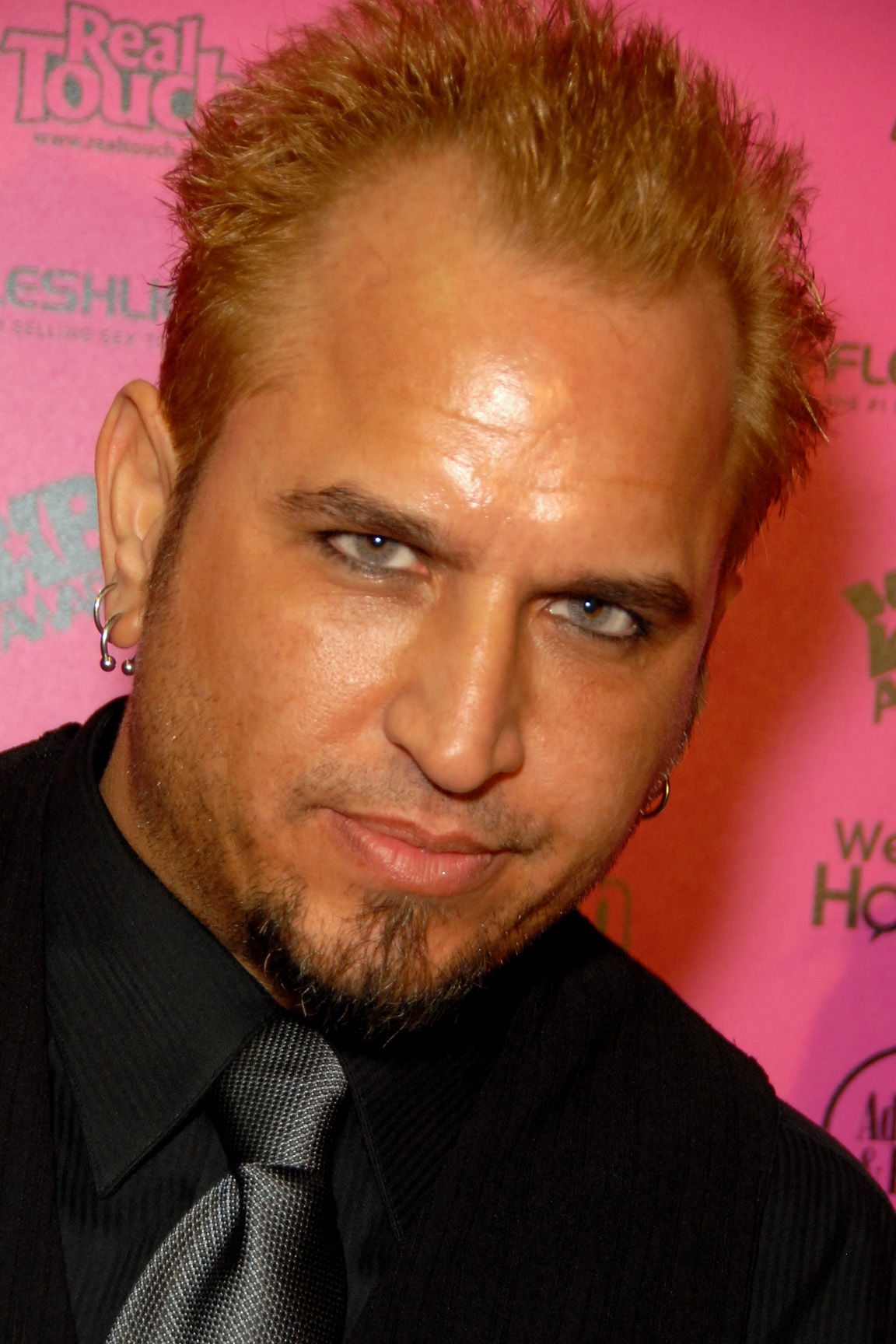
Barrett Blade, millor actor– vídeo

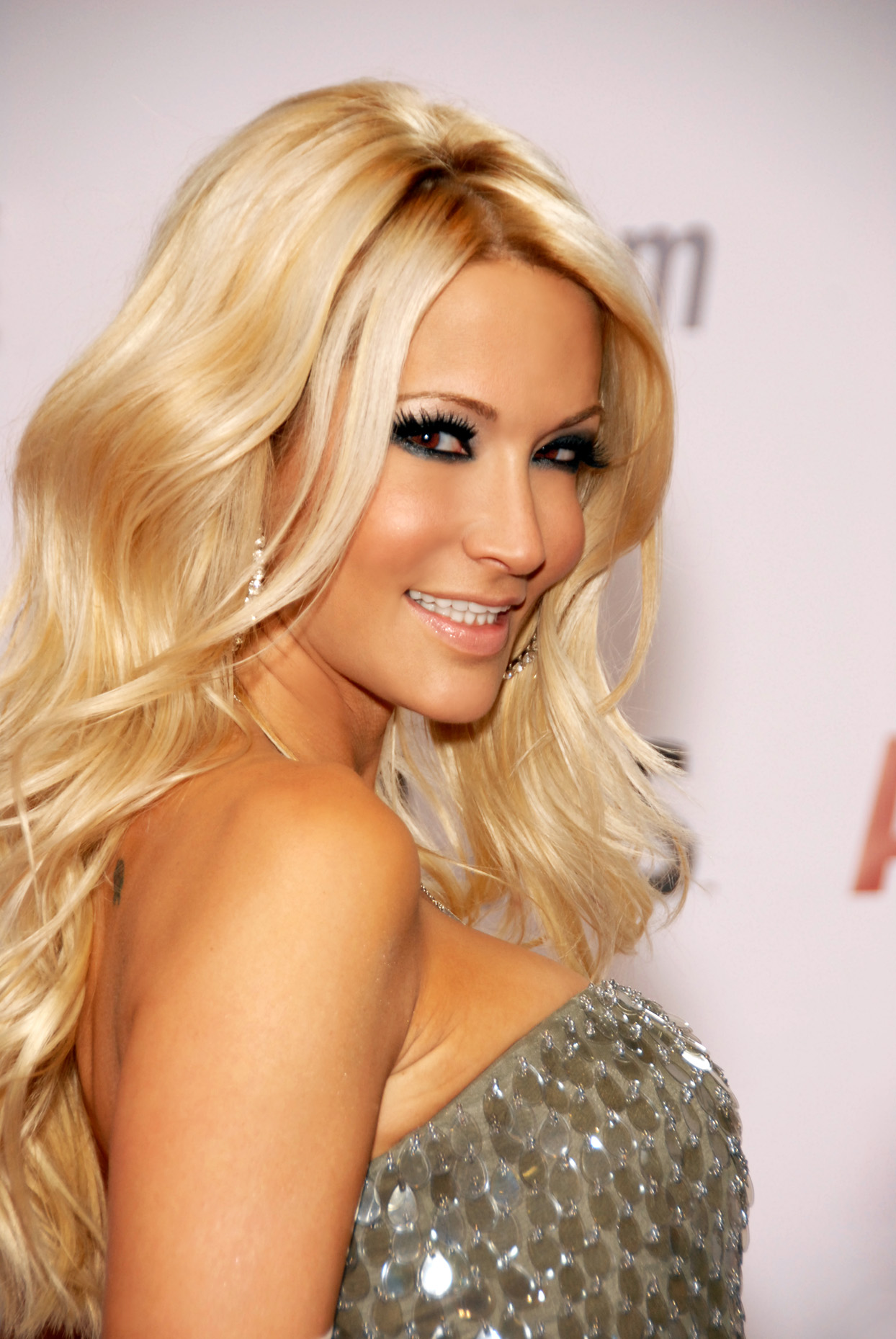
Jessica Drake, millor actriu –vídeo

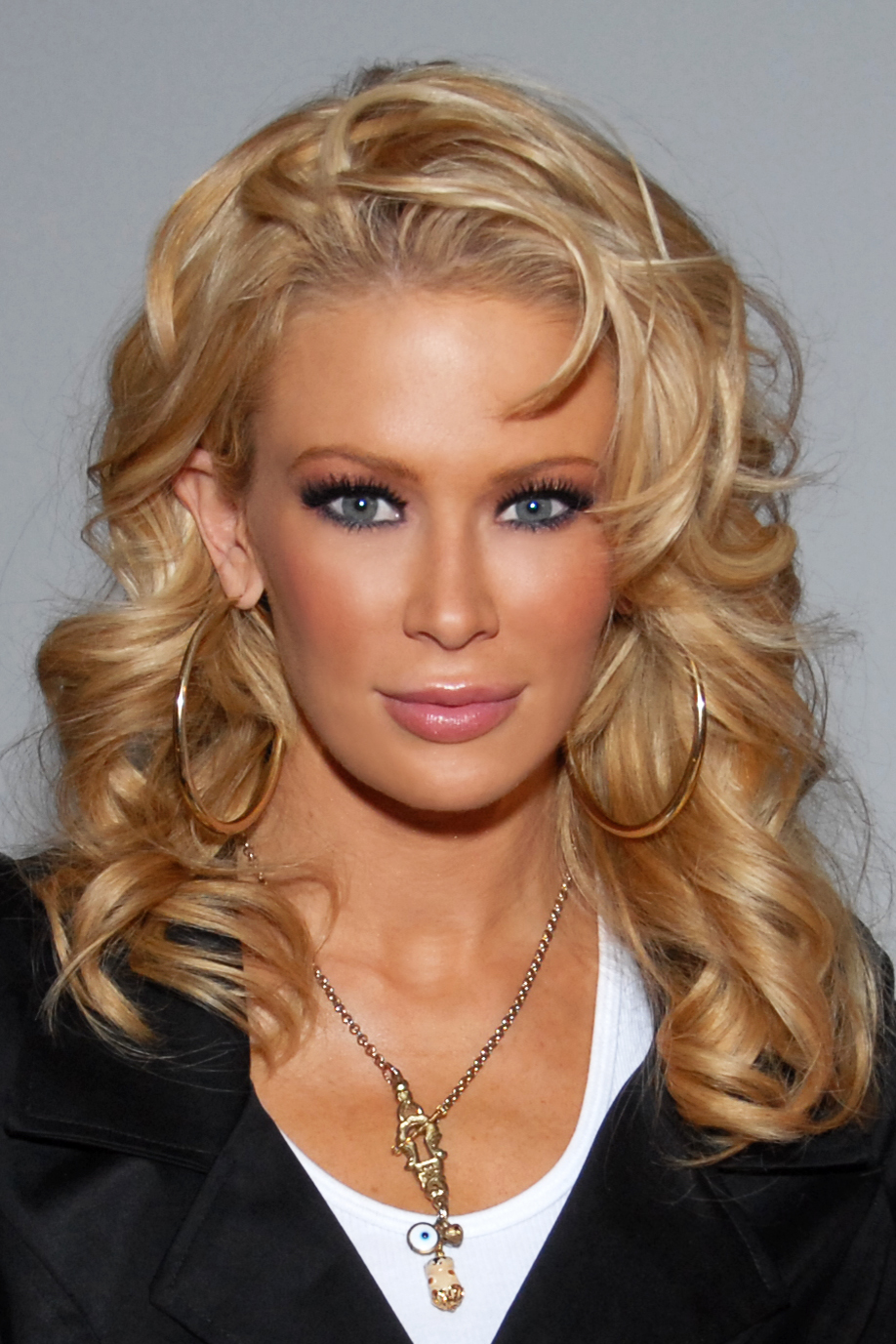
Jenna Jameson, millor actriu – pel·lícula

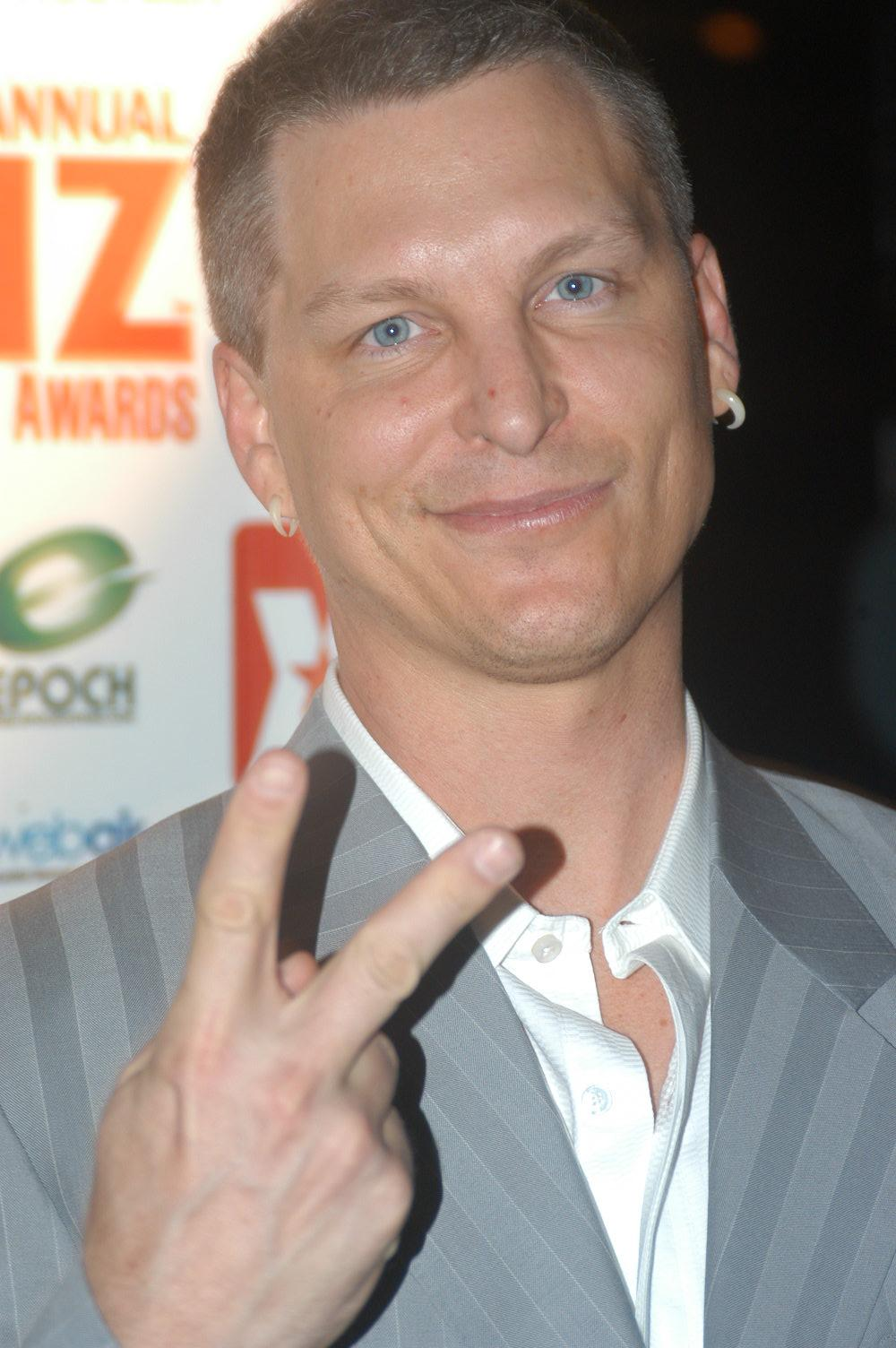
Justin Sterling, millor actor – pel·lícula

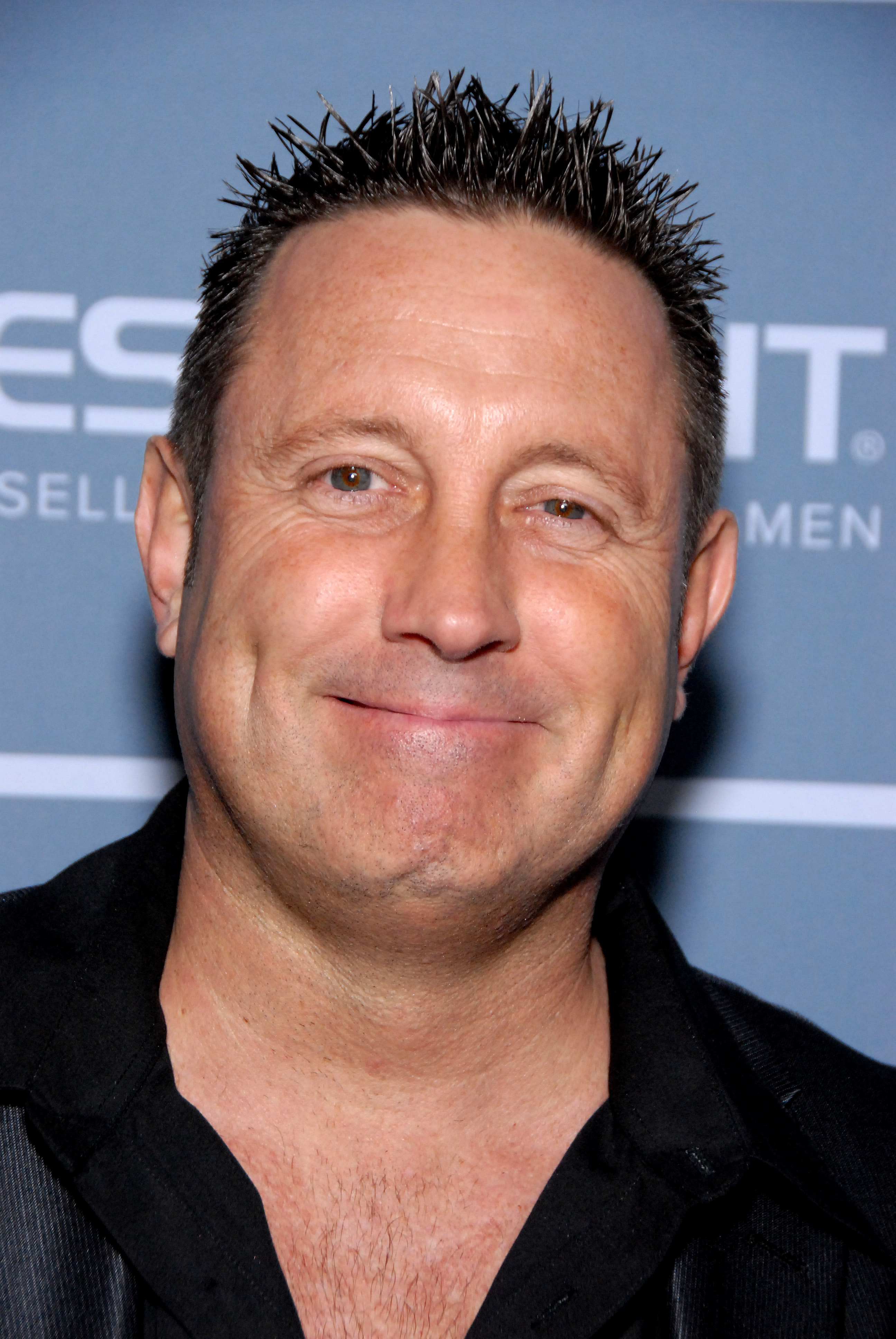
Brad Armstrong, millor guió – Film winner

Els guanyadors s'enumeren en primer lloc, es destaquen en negreta i s'indiquen amb una doble daga ().
| Millor pel·lícula | Millor vídeo |
| --- | --- |
| - Bella Loves Jenna - Café Flesh 3 | - The Masseuse - Debbie Does Dallas: The Revenge |
| Millor DVD interactiu | Millor nova estrella |
| - Groupie Love | - Cytherea - Audrey Hollander - Nicki Hunter - Teagan Presley - Dana Vespoli - Vicky Vette |
| Premi a l’artista masculí de l'any | Premi a l’artista femenina de l'any |
| - Manuel Ferrara - T. T. Boy - Ben English - Kurt Lockwood - Mr. Marcus - Mr. Pete - Randy Spears - Michael Stefano - Evan Stone - Mark Wood | - Lauren Phoenix - Ashley Blue - Cytherea - Jessica Drake - Ariana Jollee - Katja Kassin - Gina Lynn - Taylor Rain - Savanna Samson |
| Millor actor—Vídeo | millor actriu—Vídeo |
| - Barrett Blade, Loaded - Brad Armstrong, Fluff and Fold - Joel Lawrence, Erotic Focus - Mr. Marcus, Blue Rain - Eric Masterson, Loaded - Herschel Savage, Love and Bullets - Randy Spears, Misty Beethoven: The Musical - Evan Stone, Faraway - Tony Tedeschi, Chasey’s Back | - Jessica Drake, Fluff and Fold - Julia Ann, Killer Sex and Suicide Blondes - Jenna Jameson, Bella Loves Jenna - Jesse Jane, Loaded - Kaylani Lei, Sweatshop - Savanna Samson, L’Affaire - Aurora Snow, Angels - Sunset Thomas, Misty Beethoven: The Musical - Michelle Wild, Hot Rats |
| Millor actor—pel·lícula | millor actriu—pel·lícula |
| - Justin Sterling, The Masseuse - Eric Masterson, The 8th Sin - Evan Stone, Dual Identity - Tony Tedeschi, The 8th Sin | - Jenna Jameson, The Masseuse - Sunrise Adams, Debbie Does Dallas: The Revenge - Jessica Drake, The Collector - Savanna Samson, Bare Stage |
| Millor director—Vídeo | Millor director—pel·lícula |
| - David Stanley, Pretty Girl - Brad Armstrong, Fluff and Fold - Red Ezra, The Getaway - Veronica Hart, Misty Beethoven: The Musical - Michael Ninn, In the Garden of Shadows - Antonio Passolini, Café Flesh 3 - Michael Raven, Blue Rain - Jace Rocker, 30 Days in the Hole - Justin Sterling, Bella Loves Jenna | - Paul Thomas, The Masseuse - Brad Armstrong, The Collector - Andrew Blake, Flirts |
| Millor actriu secundària—Vídeo | Títol més venut de l’any |
| - Ashley Blue, Adore - Asia Carrera, Sweatshop - Chloe, Misty Beethoven: The Musical - Jessica Drake, Killer Sex and Suicide Blondes - Katie Morgan, High Desert Pirates - Rachel Rotten, Café Flesh 3 - Stormy, Suspicious Minds - Lezley Zen, Fluff & Fold | - 1 Night in Paris |
| - Ashley Blue, Adore - Asia Carrera, Sweatshop - Chloe, Misty Beethoven: The Musical - Jessica Drake, Killer Sex and Suicide Blondes - Katie Morgan, High Desert Pirates - Rachel Rotten, Café Flesh 3 - Stormy, Suspicious Minds - Lezley Zen, Fluff & Fold | Títol més llogat de l'any |
| - Ashley Blue, Adore - Asia Carrera, Sweatshop - Chloe, Misty Beethoven: The Musical - Jessica Drake, Killer Sex and Suicide Blondes - Katie Morgan, High Desert Pirates - Rachel Rotten, Café Flesh 3 - Stormy, Suspicious Minds - Lezley Zen, Fluff & Fold | - 1 Night in Paris |
| Millor estrena All-Sex | Millor estrena de temàtica ètnica—Negre |
| - Stuntgirl | - Pimpfomation XXX |
| Millor sèrie gonzo | Millor escena sexual anal |
| - Jack's Playground - Seymore Butts | - Katsumi, Lexington Steele, Lex Steele XXX 3 - Jayna Oso, Brian Surewood, The A-Line - Lauren Phoenix, Lee Stone, A.N.A.L. 3 - Taylor Rain, Manuel Ferrara, Anal Perversions - Belladonna, Nacho Vidal, Bella Loves Jenna - Jessica Dee, Mick Blue, Cumback Pussy 50 - Audrey Hollander, Otto Bauer, Fresh Porn Babes 4 - Gia Paloma, Steve Holmes, Mr. Pete, Girlvert 5 - Mandy Bright, Manuel Ferrara, One on One 2 - Lyla Lei, Chris Charming, Shitty Shitty Bang Bang - Venus, Benjamin Bratt, Mark Wood, Sodomy: Law of the Land - Katsumi, Roxy Jezel, Mr. Marcus, Up Your Ass 22 - Teagan Presley, Mark Ashley, Weapons of Ass Destruction 3 |
| Millor escena de sexe parelles—Vídeo | Millor escena de sexe parelles—pel·lícula |
| - Venus, Manuel Ferrara, Stuntgirl - Anais, Kurt Lockwood, Fetish: I Know Your Dreams - Katja Kassin, Michael Stefano, Fresh Meat 18 - Nicole Sheridan, Voodoo, Hustler Centerfolds - Lauren Phoenix, Manuel Ferrara, I'm Your Slut 2 - Cytherea, Mark Ashley, Internal Cumbustion 3 - Sabrine Maui, Lexington Steele, Invasian! - Charmane Star, Manuel Ferrara, Lessons in Lust 2 - Janine, Nick Manning, Maneater - Katrina Kraven, Erik Everhard, Riot Sluts - Rocco Siffredi, Jewel De'Nyle, Rocco: Animal Trainer 15 - Dani Woodward, Erik Everhard, Semen Sippers - Lauren Phoenix, Mick Blue, Sodomania 41                                                                                       | - Jenna Jameson, Justin Sterling, The Masseuse - Jessica Drake, Cheyne Collins, The Collector - Sunrise Adams, Chris Charming, Debbie Does Dallas: The Revenge - Rachel Rotten, Rob Rotten, Dollhouse - Savanna Samson, Evan Stone, Sweethearts |
| Millor escena de sexe All-Girl—Vídeo | Millor escena de sexe trio—Vídeo |
| - Audrey Hollander, Gia Paloma, Ashley Blue, Tyla Wynn, Brodi, Kelly Kline, The Violation of Audrey Hollander - Belladonna, Catalina, The Connasseur - Belladonna, Jenna Jameson, Bella Loves Jenna - Brooke, Britney Foster, Nicki Hunter, Ly Len, Bitch - Cytherea, Tiana Lynn, Cytherea Iz Squirtwoman - Jessica Drake, Dolorian, Fluff and Fold - Jessica Jaymes, Justine, Ramona Luv, Gina Lynn’s Close-Up 2 - Boo D. Licious, Gina Lynn, Gina Lynn Reinvented - Felecia, Sky Lopez, High Desert Pirates - Breanne, Isabella Camille, Hook Ups 5 - Francesca Lé, Dani Woodward, Pussy Galore - Jasmine, Zora Banx, Secret Delights of Baroness Kinky - Tera Patrick, Savanna Samson, Tera Tera Tera | - Dani Woodward, Barrett Blade, Kurt Lockwood, Erotic Stories: Lovers and Cheaters - Cytherea, Fallon Summers, Toni Ribas, Addicted to Sex - Katrina Kraven, Lauren Phoenix, Tony T., Big Wet Asses 4 - Cytherea, Lauren Phoenix, Randy Spears, Buttwoman Iz Lauren Phoenix - Cytherea, Delilah Strong, Brian Bacchus, Cytherea Iz Squirtwoman - Nadia Styles, Marco Duato, Ben English, Double Teamed - Olivia O'Lovely, Manuel Ferrara, Mario Rossi, Drop Sex 2 - Teagan Presley, Mark Ashley, Alberto Rey, Flesh Hunter 7 - Mandy Bright, Frank Gun, Brett Rockman, Hustler’s Taboo - Monique, Michael Stefano, Steve Holmes, The Pussy Is Not Enough 2 - Roxy Jezel, Cris Taliana, Dave Hardman, Pussyman’s Teen Land 9 - Mandy Bright, Frank Gun, Brandon Iron, Riot Sluts - Ariana Jollee, Jay Ashley, Tony T., Un-Natural Sex 11 |

### Guanyadors dels premis addicionals
Aquests premis van ser anunciats, però no presentats, en dos segments pregravats només per a guanyadors durant l'esdeveniment. Es van lliurar trofeus als guanyadors fora de l'escenari:
PREMIS AL DIRECTOR
- Millor director: estrena estrangera: Narcis Bosch, Hot Rats
- Millor director: no destacat: Jack the Zipper, Stuntgirl[5][6]

PREMIS DE MÀRQUETING
- Millor embalatge de DVD: Millionaire, Private North America/Pure Play
- Millor lloc web de màrqueting: Evil Angel.com
- Millor campanya de màrqueting global—Imatge de l'empresa: ClubJenna
- Millor campanya de màrqueting global—Projecte individual: 1 Night in Paris, Red Light District
- Millor lloc web minorista: Adult DVD Empire.com and [WantedList |Wanted List.com] (tie)
- Millor embalatge VHS: Island Fever 3, Digital Playground[5][6]

PREMIS PER A INTÉRPRETS
- Millor nouvingut masculí: Tommy Gunn
- Millor actuació no sexual: Mike Horner, The Collector
- Millor actor secundari—pel·lícula: Rod Fontana, The 8th Sin
- Millor actor secundari—vídeo: Randy Spears, Fluff and Fold
- Millor actriu secundària—pel·lícula: Lesley Zen, Barre Stage
- Millor interpretació tease: Vicky Vette, Metropolis
- Intèrpret estranger femenina de l'any: Katsumi
- Intèrpret estranger masculí de l'any: Steve Holmes
- Intèrpret transexual de l'any: Vicki Richter[5][6]

 PREMIS A LA PRODUCCIÓ '
- Millor sèrie amateur: Homegrown Video
- Millor DVD clàssic: Deep Throat (Remasteritzat)[5][6]

Producció (ctd.)
- Millor comèdia sexual: Misty Beethoven: The Musical[5][6]

PREMIS ESCENA DE SEXE
- Millor escena de sexe All-Girl—pel·lícula: Jenna Jameson, Savanna Samson, The Masseuse
- Millor escena de sexe en grup—pel·lícula: Katsumi, Savanna Samson, Alec Metro, Dual Identity
- Millor escena de sexe en grup—Vídeo: Venus, Ariana Jollee, Staci Thorn, Zena, Louisa, Trinity, Jasmine, Nike, Melanie X, Bishop, D. Wise, Julian St. Jox, L.T., Mark Anthony, Tyler Knight, 2 others, Orgy World: The Next Level 7
- Millor escena de sexe oral—pel·lícula: Jessica Drake, Chris Cannon, Cheyne Collins, The Collector
- Millor escena de sexe oral—Vídeo: Ava Devine, Francesca Le, Guy DiSilva, Rod Fontana, Steven French, Scott Lyons, Mario Rossi, Arnold Schwarzenpecker, Cum Swallowing Whores 2
- Millor escena de sexe en una producció estrangera: Anna, Auxanna, Camilla, Daria, Gianna, Katia, Linda, Venus, Maria, Victoria, Rocco Siffredi, Rocco Ravishes Russia
- Millor escena de sexe solo: Penny Flame, Repo Girl
- Escena sexual més escandalosa: Chloe, Ava Vincent i Randy Spears a “Randy’s Singing Penis,” Misty Beethoven: The Musical[5][6]

 PREMIS TÈCNICS
- Millor fotografia: Andrew Blake, Flirts
- Millor muntatge—pel·lícula: Sonny Malone, The Masseuse
- Millor edició—vídeo: Justin Sterling, Bella Loves Jenna
- Millor música: Lloyd Banks, Groupie Love
- Millor guió—pel·lícula: Brad Armstrong, The Collector[5][6]

### Premis AVN honorífics

#### Premi Reuben Sturman
- Harry Mohney, Déjà Vu Showgirls

#### Saló de la Fama
Membres del Saló de la Fama de l'AVN per a l'any 2005 són: James Avalon, Seymore Butts, Rod Fontana, Kylie Ireland, C. J. Laing, Francesca Lé, Mai Lin, Jim Powers, Serenity, Shane, Steven St. Croix, Taylor Wane

### Múltiples nominacions i premis
Les següents estrenes foren les més nominades.
| Nominacions | Pel·lícula                   |
| ----------- | ---------------------------- |
| 16          | The Collector                |
| 16          | The Masseuse                 |
| 15          | Misty Beethoven: The Musical |
| 14          | Bella Loves Jenna            |
| 13          | The 8th Sin                  |
| 11          | Eye of the Beholder          |
| 11          | Loaded                       |
| 11          | Millionaire                  |
| 10          | Café Flesh 3                 |
| 10          | Dinner Party 3               |
| 10          | Fluff and Fold               |
| 9           | Bare Stage                   |
| 9           | Hustler's Taboo              |
| 9           | In the Garden of Shadows     |

Les següents 14 estrenes van rebre múltiples premis:
| Premis | Pel·lícula                        |
| ------ | --------------------------------- |
| 7      | The Masseuse                      |
| 4      | The Collector                     |
| 3      | Bella Loves Jenna                 |
| 3      | In the Garden of Shadows          |
| 3      | 1 Night in Paris                  |
| 3      | Stuntgirl                         |
| 2      | Fluff and Fold                    |
| 2      | Groupie Love                      |
| 2      | Hot Rats                          |
| 2      | Island Fever 3                    |
| 2      | Millionaire                       |
| 2      | Misty Beethoven: The Musical      |
| 2      | Pretty Girl                       |
| 2      | The Violation of Audrey Hollander |

## Informació de la cerimònia
Es van anunciar dues categories noves per a l'espectacle d'enguany: Millor llançament interracial i Millor llançament P.O.V.. No obstant això, altres dues categories no tenien inscripcions suficients per justificar un concurs: Millor escena de sexe anal, nus de pel·lícula i vídeo per a adults, aquest últim pel pitjor llançament de l'any. Amb l'arribada del vídeo digital, es va començar a posar l'èmfasi als premis filmats en vídeo més que no pas als premis a pel·lícules. Per primera vegada, el premi final de la nit va ser el premi al millor llargmetratge de vídeo, mentre que en el passat havia estat el premi a la millor pel·lícula. Així mateix, el premi a la millor actriu secundària—vídeo es va traslladar a l'escenari al cos principal del programa de premis, mentre que els premis a la millor actriu secundària—pel·lícula i a la millor actriu secundària—vídeo es van traslladar al segment d'anuncis amb guardons lliurats fora de l'escenari.
L'espectacle va estar plagat de diversos errors. Entre ells, el més notable es va produir quan Sean Michaels va anunciar el guanyador de millor actriu—pel·lícula com a Savanna Samson en comptes de la guanyadora correcta, Jenna Jameson. Ell i la copresentadora Jessica Jaymes van intentar corregir l'error, però van ser ofegats per l'orquestra i Samson, que, com a copresentadora, estava a les ales canviant-se de vestuari, va córrer a l'escenari amb una tovallola per recollir el premi. Quan Jaymes li va demanar disculpes de l'error, en un mal funcionament èpic de l'armari, Samson va deixar caure la tovallola i va sortir nua cap a la zona del vestidor fora de l'escenari.
Abans durant el programa, quan Lit va llançar la seva cançó, "My Own Worst Enemy", Jeremy Popoff va tombar el seu amplificador quan va començar a tocar i l'actuació musical es va interrompre. Lit es va tornar a tocar al final del programa per refer la cançó perquè s'enregistrés correctament per a la televisió.
A més de ser gravat per a la seva emissió a Playboy TV, Devil's Film també va emetre un DVD de la cerimònia del premis.

### Representació de les pel·lícules de l'any
La cinta sexual de Paris Hilton, 1 Night in Paris, es va anunciar com la pel·lícula més venuda de la indústria del cinema per adults i la pel·lícula més llogada de l'any anterior.

### Ressenyes crítiques
La revista Men's World de Londres va donar una crítica positiva a l'espectacle, qualificant l'humorista Thea Vidale d'"un amfitrió hilarant" i va afegir: "estava clar que els premis AVN 2005 havien estat un gran èxit; va ser més ràpids, més elegants i millor que els anys anteriors." La revista també va assenyalar com de ben vestits estaven tots per a l'esdeveniment, afirmant: "Quan l'empresa porno nord-americana fa glamour, ho fa al 110 per cent." Va concloure: "Amb la música de Smash Mouth i el raper Chingy, va ser una bona nit, millorada per l'ús de desplaçaments de vídeo d'alta velocitat. per enumerar les moltes categories de premis que avorririen el públic si es fessin en directe (millor embalatge?), i petites vinyetes de vídeo que inclouen un esquetx de comèdia sobre Ron Jeremy, que el veia tocar el violí mentre apareixien "factoids" a la pantalla. "
El revisor de vídeos Denny Recob també va gaudir de l'espectacle: "El primer que vaig notar de l'espectacle d'enguany és que l'humorista era excepcional. Les seves bromes eren divertides i d'actualitat i en realitat sabia l'argot porno correcte i sabia la pronunciació correcta dels noms de les estrelles. Aquesta és una gran millora respecte als anys anteriors."

## In Memoriam
El fundador d'AVN, Paul Fishbein, va dedicar l'espectacle a dues persones que van morir l'any anterior: el cineasta Russ Meyer i l'historiador i director de cinema Jim Holliday.